# Cofradía de la Soledad al Pie de la Cruz y del Santo Cristo en su Última Palabra
La Cofradía de la Soledad al Pie de la Cruz y del Santo Cristo en su Última Palabra, también conocida como "Cofradía de San Millán", es una cofradía católica de Segovia, Castilla y León, España. Tiene su sede canónica en la iglesia de San Millán.
La cofradía procesiona el Jueves Santo en el traslado de las imágenes a la Catedral de Segovia y el Viernes Santo por la mañana en la procesión con el Nazareno de la Iglesia de San Clemente hasta los altos de La Piedad y por la tarde en la Procesión de los Pasos. Sus imágenes titulares son Nuestra Señora de la Soledad al Pie de la Cruz y Santo Cristo en su Última Palabra, ambas obra del escultor segoviano Aniceto Marinas

## Historia
La cofradía se funda en 1930 con motivo de la entrega de la talla de Ntra. Sra. de la Soledad al Pie de la Cruz a la Parroquia de San Millán por parte del escultor segoviano Aniceto Marinas, ese mismo año la imagen salió por primera vez en procesión en el Jueves Santo. En 1935 se empieza a celebrar la "Procesión de la Soledad", esta deja de celebrarse en 1940.
En el año 1947, la cofradía recibe la imagen del Santo Cristo en su Última Palabra, procedente de la Exposición de Arte Moderno celebrada en Madrid, tras la adquisición de esta talla, la cofradía cambiaria su nombre al actual.
En 1964 se consigue que la Comisión Organizadora permita la procesión de la talla de la Soledad al Pie de la Cruz durante el sábado santo por cofrades femeninas, esta procesión duraría hasta el año 1966.
En 1987 se añade la capa de raso blanca al hábito de los nazarenos y en 1989 se crea la Banda de Cornetas y Tambores de la Cofradía. En 2007, la comisaría del Cuerpo Nacional de Policía de Segovia escolta a las dos imágenes titulares en sus procesiones.

## Pasos

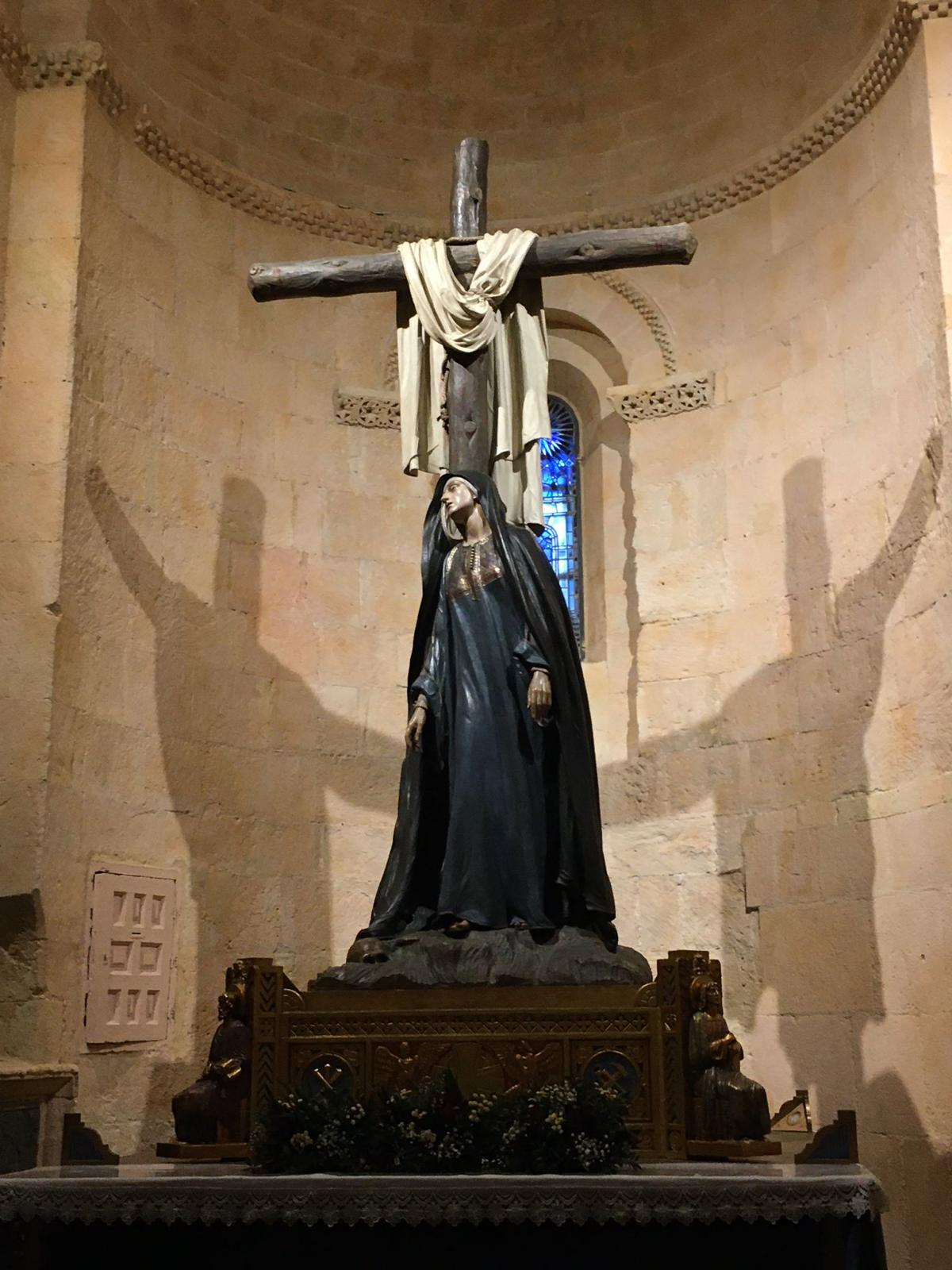
Imagen de la Soledad al Pie de la Cruz en su sede canónica

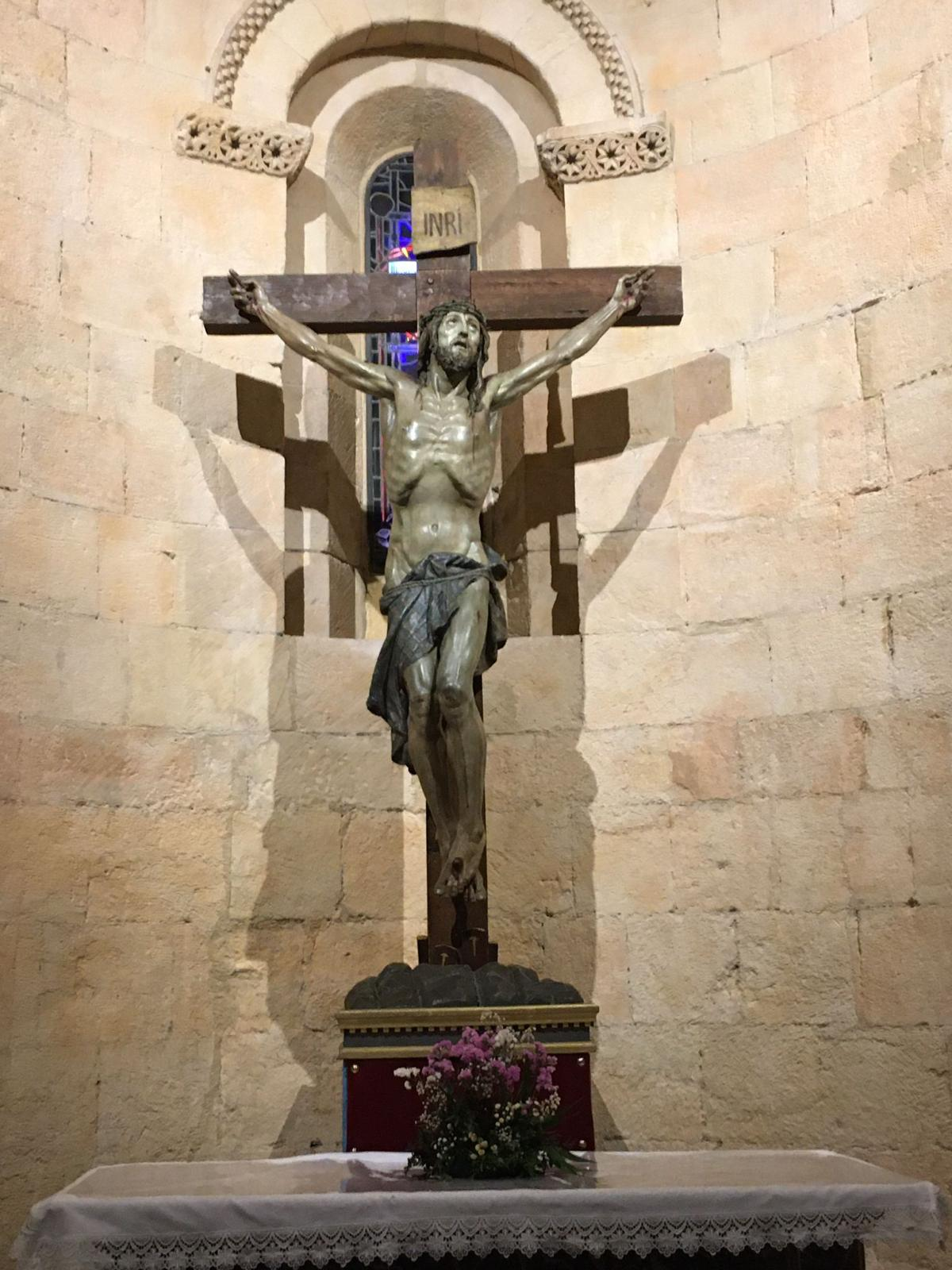
Imagen del Cristo en su Última Palabra en su sede canónica

### Soledad al Pie de la Cruz
La talla de Nuestra Señora de la Soledad al Pie de la Cruz fue tallada por Aniceto Marinas en 1930, nos muestra a la Virgen María apoyada en la Cruz en la que murió Cristo. Destaca el realismo de la figura, haciendo que la túnica se acople al cuerpo con la técnica de paños mojados; y por su expresividad y tristeza. La Virgen mira al cielo mientras tiene la boca entreabierta, expresando su tristeza y cansancio físico.

### Cristo en su Última Palabra
La imagen del Cristo en su Última Palabra también fue tallada por Aniceto Marinas, solo que en 1947, nos muestra a Cristo en el momento de expirar. Cabe destacar su realismo anatómico, para el cual utilizó a su sobrino de modelo; y el patetismo del rostro, el cual expresa la angustia de los últimos momentos. El paño de pureza cubre de forma desordenada la parte trasera de los muslos pero deja al descubierto el perfil del pie izquierdo, el paño se adhiere al cuerpo con gran naturalismo.

## Hábito

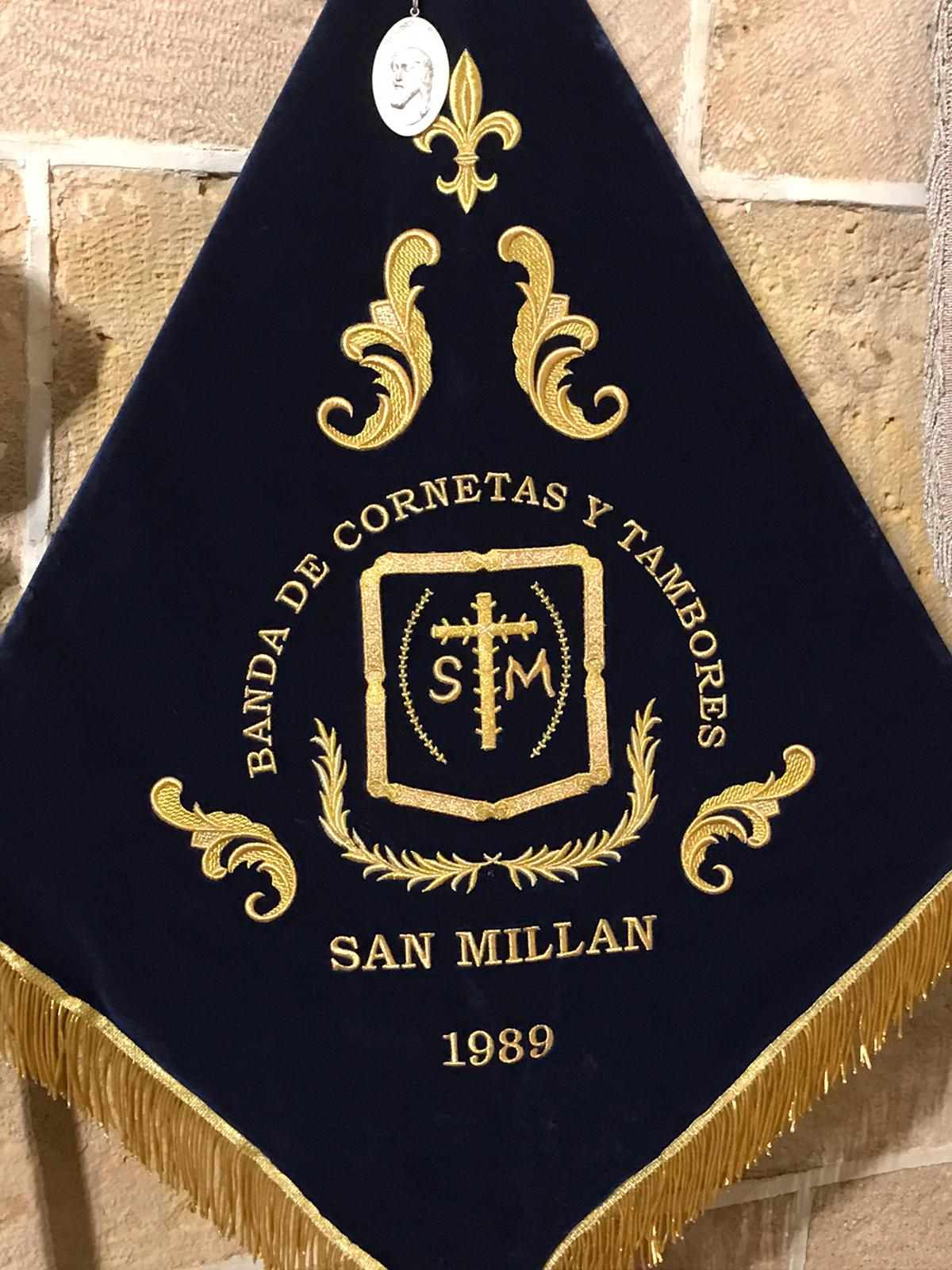
Estandarte de la Banda de cornetas y tambores

### Nazareno
Los nazarenos de esta cofradía visten un hábito de color granate, junto con capa y cíngulo de color blanco, el caperuz también es de color blanco pero con borde granate.

### Penitente
Los penitentes de la cofradía viten una túnica de color azul con botones blancos, se ciñe con fajín de color blanco y llevan un capuchón del mismo color.

### Músicos
Los músicos de la banda visten hábito azul con detalles en dorado, junto con capucha azul con borde amarillo y el escudo de la cofradía bordado; además de cíngulo amarillo.

## Acompañamiento
La cofradía es acompañada en sus procesiones por la Banda de cornetas y tambores de la Cofradía de la Soledad al Pie de la Cruz y el Santo Cristo en su Última Palabra, esta interpretaba piezas de estilo castellano pero, actualmente también están interpretando piezas clásicas andaluzas.